# Попов Сергій Сергійович

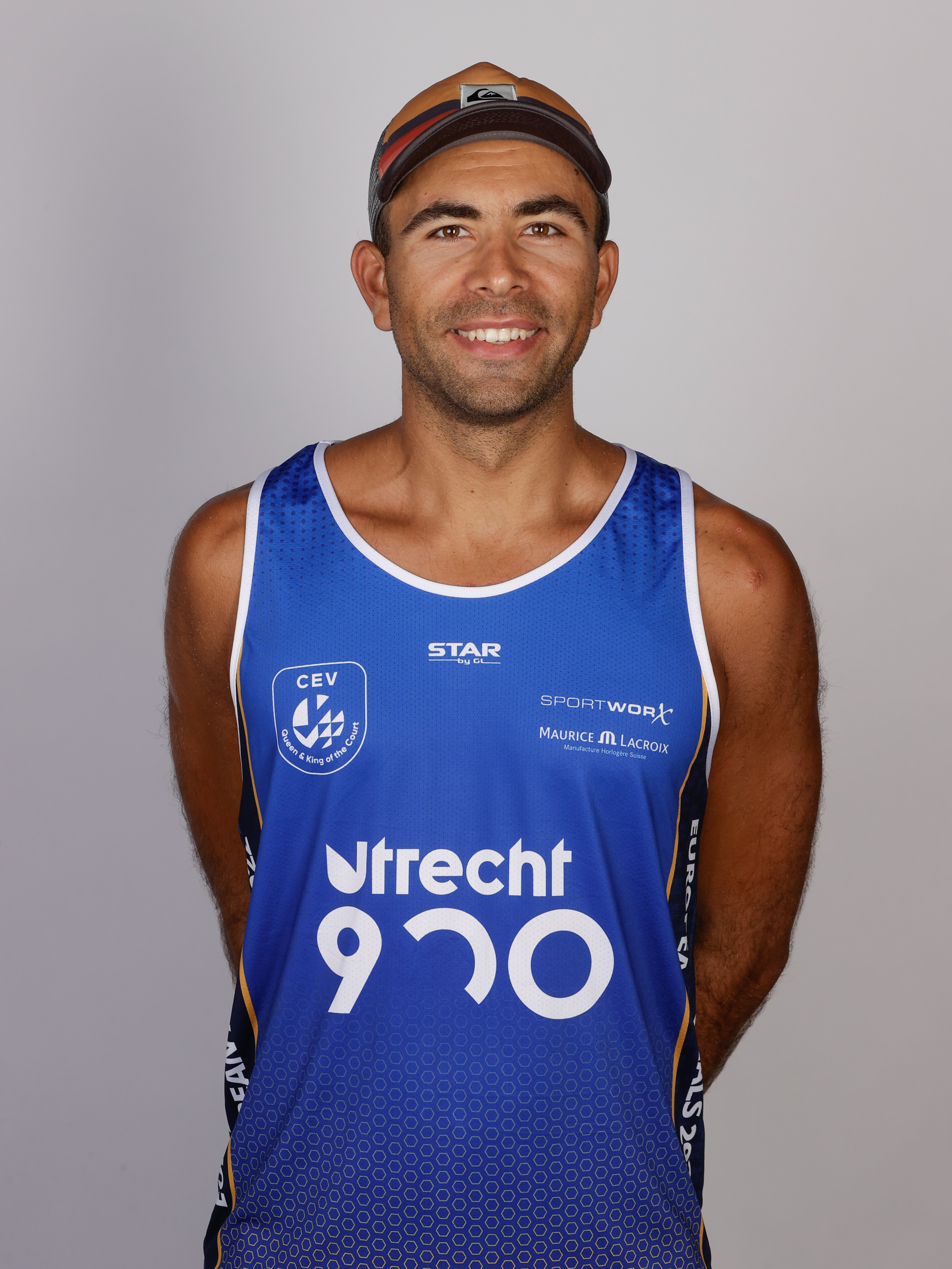
Попов Сергій Український волейболіст

Сергій Сергійович Попов (нар. 6 серпня 1991, Запоріжжя) — український пляжний волейболіст, триразовий чемпіон України. Призер міжнародних змагань FIVB та CEV

## Кар'єра
2008 року Попов зіграв на чемпіонаті світу серед юніорів у Гаазі з Валерієм Самодаєм і посів 19-е місце. В цьому ж році вони здобули свої перші нагороди на міжнародному рівні — золото чемпіонату Європи серед спортсменів до 18 років, що проходив в Греції. У наступному році ця пара виграла турнір чемпіонат світу U-19 в Аланії. На Чемпіонаті Європи U20 2009 року у Греції Попов/Самодай поступилися лише у фіналі. Чемпіонат U20 2010 року в Катанії вони закінчили на третьому місці. Після їхнього першого спільного відкритого турніру Світового туру з пляжного волейболу у Крістіансанні на Чемпіонаті Європи U23 на Косі вони були 17-ми. На юнацькому чемпіонаті світу в Аланії вони не просунулися далі 25-го місця. Роком пізніше на чемпіонаті світу U21 у Галіфаксі перемогою у фіналі проти польської пари Пйотр Кантор/Бартош Лосяк їм вдалося виграти черговий титул чемпіона. 2012 року у Берліні вони вперше взяли участь у Гранд Слем. Услід за цим в Ассені вони стали чемпіонами Європи U23, знову перегравши у фіналі пару Кантор/Лосяк. На чемпіонаті світу цієї вікової групи 2013 року в Мисловицях вони посіли 17-е місце. У цьому самому році Попов у парі з Самодаєм посіли 1-е місце у 1-му турі Відкритого чемпіонату СНД. Вони також пройшли відбір на  Чемпіонаті світу у польському селі Старе-Яблонки. У 2013 році цій команді вперше вдалось потрапити на п'єдестал «дорослого» етапу чемпіонату Європи в Сербії — бронзові нагороди. 2014 року в Грузії у фінальному турі чемпіонату EEVZA з пляжного волейболу Сергій Попов у парі з Олексієм Деніним завоював бронзову нагороду, перемігши спортсменів із Азербайджану, а місяцем пізніше на етапі чемпіонату EEVZA в Латвії вони піднялись на найвищу сходинку. У 2014 році збірна України у складі двох пар Сергій Попов/Ілля Ковальов та Ярослав Гордєєв/Владислав Ємельянчик вийшла до третього етапу відбору на Олімпійські ігри-2016, зайнявши перше місце на кваліфікаційному турнірі в Баку.
Сергій Попов є найтитулованішим пляжним волейболістом країни, 2014 року він втретє поспіль став чемпіоном України.
З 2018 року грав у парі з Ярославом Гордєєвим було декілька вдалих сезонів але на жаль Ярослав захворів на Рак та завершив професійну кар'єру.
З 2021 року почав грати у парі з одеситом Едуардом Резніком, мають багато спільних міжнародних медалей. Зокрема, спортсмени стали бронзовими призерами чемпіонату Європи 2023 року, що є найкращим результатом з початку виступів українців у цих змаганнях. 